# حقبة اللبتونات
في علم الكونيات الفيزيائي، كانت حقبة اللبتونات فترة زمنية في تطور الكون المبكر حيث سيطرت اللبتونات على كتلة الكون.
خلال عصر لبتون، كانت درجة حرارة الكون لا تزال مرتفعة بما يكفي لإنشاء أزواج لبتون / مضاد لبتون، لذلك كانت اللبتونات ومضادات اللبتون في حالة توازن حراري.
بعد حوالي 10 ثوانٍ من الانفجار العظيم، انخفضت درجة حرارة الكون إلى النقطة التي لم تعد تُنشأ فيها أزواج اللبتون / مضاد الليبتون.
 ثم تم التخلص من معظم اللبتونات والمضادات اللبتونية في تفاعلات الإفناء، تاركة بقايا صغيرة من اللبتونات. بعد ذلك سيطر الفوتون على كتلة الكون حيث دخل الكون في حقبة الفوتون .